# Rio Coţofana (Prahova)
O Rio Cotofana é um rio da Romênia, afluente do Valea Rea, localizado no distrito de Prahova.